# Leader dell'opposizione (Galles)
Nel Senedd o Parlamento gallese, l'ufficio di Leader dell'opposizione (in inglese: Leader of Opposition, in gallese: Arweinydd yr Wrthblaid) è ricoperto dal leader del più grande partito non governativo. Dal 27 giugno 2018, questo ufficio è ricoperto da Paul Davies dei Conservatori Gallesi.
Ad oggi la carica è stata ricoperta da sei persone, tre da Plaid Cymru e tre dai Conservatori . Solo uno, Ieuan Wyn Jones, ha continuato a servire nel governo gallese.
Tra il luglio 2007 e il maggio 2011, Nick Bourne è stato il leader dell'opposizione, anche se i conservatori sono stati il terzo gruppo più numeroso dell'Assemblea. Ciò è stato il risultato del governo gallese composto dal Labour e Plaid Cymru, che erano rispettivamente il gruppo più numeroso e il secondo.
Dopo le elezioni del 2016, Plaid Cymru (guidato da Leanne Wood) è diventato il gruppo più numeroso non al governo, avendo vinto 12 seggi su 11 dei conservatori gallesi. Il 14 ottobre 2016 Dafydd Elis-Thomas ha lasciato Plaid Cymru per sedere come indipendente, che ha portato Plaid Cymru e i conservatori gallesi a detenere entrambi 11 seggi. Durante questo periodo Leanne Wood non fu chiamata Leader dell'opposizione, ma leader del Plaid Cymru. Il gruppo conservatore è cresciuto a 12 in seguito alla defezione di Mark Reckless dall'UKIP al gruppo conservatore il 6 aprile 2017, e Andrew R. T. Davies è stato nuovamente indicato come leader dell'opposizione.

## Lista dei Leader dell'opposizione
| No. | No. | Ritratto                                                    | Nome (Nascita–Morte) Collegio/Titolo                   | Mandato        | Mandato                     | Partito politico | Partito politico | Primo ministro             |
| --- | --- | ----------------------------------------------------------- | ------------------------------------------------------ | -------------- | --------------------------- | ---------------- | ---------------- | -------------------------- |
| | 1   |                                                             | Dafydd Wigley (1943–) AM per Caernarfon                | 12 maggio 1999 | 16 marzo 2000               |                  | Plaid Cymru      | Alun Michael Rhodri Morgan |
| 2 |     | Ieuan Wyn Jones (1949–) AM per Ynys Môn                     | 16 marzo 2000                                          | 11 luglio 2007 | Rhodri Morgan               |                  | Plaid Cymru      |                            |
| | 3   |                                                             | Nick Bourne (1952–) AM for Mid and West Wales          | 11 luglio 2007 | 6 maggio 2011               |                  | Conservatore     | Rhodri Morgan Carwyn Jones |
| – |     | Paul Davies ad interim (1969–) AM per Preseli Pembrokeshire | 6 maggio 2011                                          | 14 luglio 2011 | Carwyn Jones                |                  | Conservatore     |                            |
| 4 |     | Andrew R. T. Davies (1968–) AM per South Wales Central      | 14 luglio 2011                                         | 5 maggio 2016  | Carwyn Jones                |                  | Conservatore     |                            |
| | 5   |                                                             | Leanne Wood (1971–) AM per Rhondda                     | 5 maggio 2016  | Carwyn Jones                | 14 ottobre 2016  |                  | Plaid Cymru                |
| Non in uso 14 ottobre 2016 – 6 aprile 2017 Durante questo periodo sia Plaid Cymru che il Partito Conservatore Gallese furono alla pari con 11 seggi ciascuno. Leanne Wood non è stata indicata come leader dell'opposizione durante questo periodo, è stata invece indicata come leader del Plaid Cymru. Il gruppo conservatore è cresciuto a 12 in seguito alla defezione di Mark Reckless dall'UKIP ai conservatori il 6 aprile, e Andrew R. T. Davies è stato indicato ancora una volta come leader dell'opposizione. |     |                                                             |                                                        |                | Carwyn Jones                |                  |                  |                            |
| | (4) |                                                             | Andrew R. T. Davies (1968–) AM per South Wales Central | 6 aprile 2017  | Carwyn Jones                | 27 giugno 2018   |                  | Conservatore               |
| 6 |     | Paul Davies (1969–) MS per Preseli Pembrokeshire            | 27 giugno 2018                                         | in carica      | Carwyn Jones Mark Drakeford |                  |                  | Conservatore               |